# Coco (Colbie Caillat)
Coco è il primo album in studio della cantante statunitense Colbie Caillat, pubblicato il 17 giugno 2007 negli Stati Uniti e il 14 marzo 2008 in Europa.

## Tracce
1. Oxygen – 3:51 (Caillat, Reeves)
2. The Little Things – 3:45 (Caillat, Reeves)
3. One Fine Wire – 3:36 (Caillat, Reeves, Blue)
4. Bubbly – 3:16 (Caillat, Reeves)
5. Feelings Show – 3:09 (Caillat, Reeves, Blue)
6. Midnight Bottle – 3:40 (Caillat, Reeves)
7. Realize – 4:05 (Caillat, Reeves, Blue)
8. Battle – 4:04 (Caillat, Blue)
9. Tailor Made – 4:29 (Caillat, Reeves)
10. Magic – 3:24 (Caillat, Reeves)
11. Tied Down – 3:06 (Caillat, Reeves)
12. Capri – 2:57 (Caillat)

### Tracce Bonus
1. Older (iTunes) – 3:35 (Caillat, Blue)
2. Dreams Collide (edizione britannica) – 4:38 (Caillat)

### Coco Summer Sessions/Edizione Deluxe
1. Tell Him (Live) – 4:53
2. Brand New Me – 3:21
3. Somethin' Special (Beijing Olympics Mix) – 3:06
4. Circles – 3:53
5. Hoy Me Voy (con Juanes) – 3:25
6. Turn Your Lights Down Low (Live) – 5:57
7. Magic (Piano Version) – 3:20
8. Bubbly (versione acustica) – 3:33

## Classifiche
| Classifica (2007/2008) | Posizione massima |
| ---------------------- | ----------------- |
| Australia              | 13                |
| Austria                | 26                |
| Belgio (Fiandre)       | 26                |
| Belgio (Vallonia)      | 26                |
| Canada                 | 12                |
| Danimarca              | 8                 |
| Francia                | 15                |
| Germania               | 15                |
| Grecia                 | 30                |
| Norvegia               | 6                 |
| Nuova Zelanda          | 12                |
| Paesi Bassi            | 11                |
| Portogallo             | 12                |
| Svezia                 | 15                |
| Svizzera               | 23                |
| Regno Unito            | 44                |
| U.S. Billboard 200     | 5                 |